# Davidoff (azienda)
Davidoff è un'azienda svizzera fondata da Zino Davidoff. Offre prodotti di lusso, sigari, sigarette e tabacchi da pipa. La produzione e il marchio Davidoff per quanto riguarda i prodotti di tabaccheria è attualmente detenuta da Imperial Brands.

## Storia

### Gli inizi
L'azienda ha avuto origine da una piccola tabaccheria aperta nel 1912 nel Boulevard des Philosophes di Ginevra, in Svizzera, dal mercante di tabacchi Gilel Davidoff, nato Henri Davidov, di origini russo-ucraine. Nel 1930 la tabaccheria fu ereditata dal figlio Zino, appena rientrato dall'America Latina, dove si era trasferito per apprendere sul campo le nozioni riguardanti il commercio e la produzione di tabacco e dove ebbe l'occasione di conoscere i metodi di lavorazione dei sigari cubani. Grazie alle conoscenze acquisite, Zino Davidoff trasformò la piccola tabaccheria in un'azienda di ampio successo, operante in uno dei più grandi business del settore, prima e dopo la seconda guerra mondiale.

### Gli anni del successo
L'azienda beneficiò della neutralità della Svizzera nel conflitto. Ottenne un grande successo in particolare nella commercializzazione dei sigari Hoyo de Monterrey Chateaux Series e soprattutto nel lancio del primo humidour da scrivania, il contenitore umidificatore utilizzato per la conservazione dei sigari (invenzione attribuita proprio a Zino Davidoff).

### I passaggi di proprietà
Nel 1970 Zino vendette la sua tabaccheria alla Max Oettinger Company, uno dei primi importatori di sigari cubani in Europa. La cifra che la compagnia pagò a Zino Davidoff si aggirava intorno al milione di dollari. Zino morì nel 1994 dopo una grave malattia. Nell'agosto del 2006 Imperial Tobacco (che più tardi cambierà nome in Imperial Brands) acquisì la Davidoff dal suo precedente proprietario Tchibo Holding AG per 540 milioni di euro.

## Prodotti
Oggi l'azienda Davidoff produce sigarette, sigari, tabacchi da pipa. Le Davidoff sono vendute nelle varianti Classic, Magnum, Gold, Menthol.

### Sigarette
- Davidoff Magnum: catrame 10 mg, nicotina 0,9 mg, monossido di carbonio 10 mg
- Davidoff Classic: catrame 10 mg, nicotina 0,8 mg, monossido di carbonio 10 mg
- Davidoff Gold: catrame 7 mg, nicotina 0,6 mg, monossido di carbonio 7 mg
- Davidoff Menthol: catrame 7 mg, nicotina 0,6 mg, monossido di carbonio 7 mg
- Davidoff blue: catrame 3 mg, nicotina 0,3 mg, monossido di carbonio 3 mg
- Davidoff Rich blue: catrame 0,7 mg; nicotina 0,6 mg; monossido 0,7 mg. sono identiche alle gold ma hanno un filtro più lungo per fermare più detriti
- Davidoff id ivory, blue e Orange anche in pacchetto da 10 nero con colorazione accesa

Le Davidoff Gold e blu esistono anche in versione Slim
Mentre esistono due versioni superattici una Light una media, rispettivamente rosè e viola.

### Sigari
Cigars	
Edit
Davidoff Signature
Davidoff Grand Cru
Davidoff Aniversario
Davidoff Millennium
Davidoff Colorado Claro
Davidoff Nicaragua & Nicaragua Box Pressed
Davidoff Escurio
Davidoff Yamasa
Davidoff Winston Churchill & The Late Hour
Davidoff Special Releases (Chinese New Year, Royal Release, 702 Series)
Davidoff Primeros

### Cigarillos
Davidoff Mini Cigarillos Silver
Davidoff Mini Cigarillos Gold
Davidoff Mini Cigarillos Platinum
Davidoff Mini Cigarillos Nicaragua
Davidoff Mini Cigarillos Escurio

### Accessori per fumatori
Davidoff produce anche molti accessori per fumatori, fra cui umidificatori, accendini, taglia sigari, posacenere, pipe e accessori per pipe.